# Bernardin Sokol
Fra Luka Bernardin Sokol (Kaštel Sućurac, 20. svibnja 1888. − između Badije i Orebića, 28. rujna 1944.), hrvatski crkveni i svjetovni glazbenik, glazbeni publicist, skladatelj, teolog, muzikolog, dobar polifoničar i izraziti melodičar i mučenik, žrtva zločina jugokomunističkih partizana. Važan u udjelu franjevačke glazbe u hrvatskoj glazbenoj baštini. Skladao je mise, crkvene skladbe, svjetovne skladbe, Angeluse i instrumentalne skladbe. Važno je ime hrvatske glazbe 20. stoljeća u razdoblju između dvaju svjetskih ratova.

## Životopis
Rodio se je u Kaštel Sućurcu 1888. godine od roditelja, od Antuna i Jerke r. Batina, krsnog imena Luka. Od malena odgojen je kršćanski-katolički. S franjevcima je došao u dodir s franjevcima, prvo s fra Bernardom Mijolinom i fra Anastazijem Pavelinom, obojicom iz Kaštel Sućurca, nešto starijima od njega. Ti su fratri Sućurani, kao i mali Luka sa svojim roditeljima odlazili su barkama i jedrenjacima na Poljud gdje je bila fratarska lučica da bi obavili poslove u Splitu, često svraćavši Svetom Anti na Poljudu. Odatle im je i želja postati fratrima. Luka se tako još bolje upoznao s franjevcima i franjevačkim samostanom. Već u dječačkoj dobi roditeljima je izrazio želju biti franjevcem. I ušao je u red sv. Franje, glazbenika, kao što je poslije i sam Luka postao. Glazbeni su mu dar prepoznali su njegovi poglavari i odgojitelji. Prvo je to bilo još dok je bio u nižoj franjevačkoj školi na Košljunu (otok Krk), pa u Dubrovniku, gdje je imao svoju daljnju školsku i redovničku formaciju. Uzeo je redovničko ime Bernardin. Primivši svećenički red 1912., poslali su ga u Klosteneuburg kod Beča na odjel Bečke akademije za crkvenu glazbu, gdje je stekao prvo stručno glazbeno obrazovanje i istovremeno se usavršavao u teološkim predmetima. Poslije završetka studija, otišao je u Dubrovnik gdje je poučavao mlade franjevce u teološkim predmetima i u crkvenom pjevanju i sviranju. Poglavari su procijenili da Sokolova glazbena nadarenost zavrjeđuje daljnje glazbeno usavršavanje te su ga poslali u Rim gdje je na Papinskoj višoj glazbenoj školi diplomirao crkvenu glazbu i istovremeno doktorirao iz teoloških znanosti. Vrativši se u domovinu 1926. imao je namjeru podići kakvoću glazbenog stvarateljstva. Odmah je dobio ponudu biti profesorom crkvene glazbe na Teološkom fakultetu u Zagrebu. Ondje je bio pet godina. Kao profesor glazbe opet je bio na Badiji, u franjevačkoj klasičnoj gimnaziji, gdje je ostao do pred Drugi svjetski rat. Dotad je razvio bogatu glazbenu i skladateljsku djelatnost. Poticao je hrvatske i druge skladatelje poput Krste Odaka, Božidara Širole, Josipa Štolcera-Slavenskog, Mihovila Logara i drugih skladati crkvene skladbe. U dva se važna područja tu istaknuo: u skladanju i u izdavaštvu. Također se mnogo zalagao da se osnuje visoko učilište za crkvenu glazbu u Hrvatskoj, no nije naišao na razumijevanje. Poslije njegove smrti tose dogodilo čime ga se može smatrati pretečom šire glazbene kulture u krugu crkvenih voditelja liturgijske glazbe. Prepoznali u njegovim djelima značajke europske moderne glazbe. Izvodili su ga i u domovini Hrvatskoj i inozemstvu (Slovenija i Slovačka). Koncerte njegove glazbe prenosili su i preko radijskih postaja (u Slovačkoj). Surađivao je i s poznatim crkvenim glazbenicima u Belgiji.

Bio je strastveni hrvatski domoljub, strastveni vjernik-katolik i glazbenik. Postao je po tome poznat, što je očito teško padalo šumskim partizanima koji su ga, hvatajući vlast na jugoslavenskim prostorima, kao posve nevinoga Bogoljuba, Domoljuba i čovjekoljuba htjeli likvidirati. Kako se zao glas novih totalitarista koji su preuzimali vlast nakon starih pronio Hrvatskom, tako je to došlo i do Sokola. Još u ratu se znalo da su ubijali jugokomunisti katoličko svećenstvo i redovništvo, a pretkraj rata i u poraću to se intenziviralo. Sluteći da bi ga mogla snaći takva smrt, uoči uhićenja na tipkaćem stroju napisao je: 
 Prethodne totalitariste je preživio, no nije jugokomuniste. Premda se nikad nije bavio politikom, ubijen je iz "političkih razloga". Na jugu Hrvatske - kao i ono na Širokom Brijegu i drugdje u Hercegovini, partizani su ubijali i poznate crkvene ljude i ugledne građane, pod izgovorom da su protiv narodne vlasti. U Dubrovniku gdje je djelovao, pogubili su pored ostalih i trojicu Sokolovih kolega, jednako poznatih franjevaca, profesora Franjevačke teologije i Više franjevačke gimnazije iz Samostana Male braće, fra Marijana Blažića, fra Tomu Tomašića, dana 25. listopada 1944. na Daksi, a fra Gerarda Barbira na Boninovu 29. listopada 1944.Okrutno su ga ubili. Uhitili su ga u samostanu na Badiji u noći 28. rujna 1944. godine, ukrcali u brod, navodno za ispitivanje na Visu, ali su ga na pola puta između Badije i Orebića pretukli i utopili u more. Za dan njegove smrti uzima se kad su ga odveli iz samostana na Badiji. Svjedok je posvjedočio poslije da kad su jugokomunistički zločinci počeli tući Sokola, evidentno da ga tuku nasmrt, uzviknuo je Živio Krist Kralj!. Malo nakon tih dana doznali su fratri da su mu tijelo našli u moru pod Orebićem. Tijelo ubijenog Sokola isplivalo je na obalu Pelješca blizu Orsana,  na plažu Trstenica, gdje je kraj puta i pokopan, kod kuća s adresama Šetalište kneza Domagoja 47 i 49. Skupina ljudi koja ga je prepoznala, pokopala ga je u napušteno mitraljesko gnijezdo. Svjedok, onda još dječak, javno u televizijsku kameru je to izrekao na 68. obljetnicu njegove smrti 28. rujna 2012. Fra Bernardin Sokol jedna je od prvih žrtava, od ukupno 667 svećenika, redovnika, biskupa, redovnica i sjemeništaraca, protuzakonito umorenih pred kraj i nakon završetka Drugog svjetskog rata, od komunističke vlasti, što je najviše ubijenih svećenika od svih zemalja protuhitlerovske koalicije.
Ubojice su pravdale zločin navodnim Sokolovim javljanjem/denunciranjem partizana Nijemcima, što je čista komunistička laž. Bivši korčulanski partizani i najugledniji komunistički republički i savezni dužnosnici 80-ih godina detaljno svjedoče o događaju u knjizi Sjećanja jedne generacije. Grad Korčula 1900–1946(, Korčula 1990., tiskala Vojna štamparija Split) i svjedočanstva posve oslobađaju Sokola od laži da je on izdao „sedam partizana“. Po njima Nijemci nisu ubili tih sedam partizana, niti ih je izdao Sokol, nego je netko od te partizanske bio nesmotren ili izdao svoje, temeljem čega su uhićena druga četvorica članova KPJ-a i SKOJ-a, koje su Nijemci sigurno ubili. Krivnja za lakoću kojom je njemačka obavještajna služba otkrila partizanski bunker s podatcima (popis prijedloga za sastav općinskih i svih mjesnih odbora JNOF-a na otoku) pada na preslobodno ponašanje i kretanje partizana po otoku. Oblasni komitet na Lastovu je 24. kolovoza 1944. učio da se je radilo o izdaji unutar partizanskih redova je izjavio "Potpuno se slažemo da pozovete na odgovornost Općinski komitet Korčula, jer se ovaj slučaj nije trebao niti smio dogoditi.". Svjedok s fratarske strane je fra Berard Barčić koji je tih dana bio s fra Bernardinom Sokolom živio na Badiji i rekao Ni padre Sokol, ni ja, ni drugi fratri na Badiji, koliko god nismo simpatizirali partizane zbog njihove komunističke ideologije, nismo nikada ništa rekli ili učinili u prilog okupatora a na štetu partizana. Ocrnjivanju Sokola pridonio je raspop Viktor Novak, spomenuvši ga u golemom antihrvatskom antikatoličkom pamfletu Magnum crimen. Komunistički režim pak je nametnuo strogu šutnju o fra Bernardinu te se tek dolaskom demokratske Hrvatske postupno otkriva Sokolov lik i djelo. No, ni tada nije našao mira. 16. rujna 2019. neki su samozvani antifašisti iz Korčule napisali i sa 75 godina zakašnjenja u medije otpravili smrtnu presudu fra Bernardinu Sokolu, "zbog izdaje partizana".
Ministarstvo obrane nedavno dopustilo iskapanje tijela stradaloga fra Bernardina, na čemu se sada intenzivno radi.
Najbolji hrvatski poznavalac života fra Bernardina Sokola je provincijski vikar na službi u Male braće u Dubrovniku dr. fra Stipe Nosić.

## Djela
Skadateljski opus fra Bernardina sastoji se od oko 350 crkvenih i svjetovnih djela. Tiskomje svoje 283 skladbe. Skladateljski je najviše pridonio na području crkvene glazbe s djelima u rasponu od jednostavnih popijevki do složenih solističkih i zborskih djela uz pratnju orgulja ili manjeg instrumentalnog sastava. Ističu se sedam misa (Missa jubilaris, Missa 'Gaudens gaudebo', Missa 'Zdravo kraljice', Hrvatska misa bl. Nikole Tavelića, Staroslavenska misa u čast bl. Nikole Tavelića, Hrvatska misa u čast svete Terezije od Malog Isusa, Misa u čast sv. Ćirila i Metoda), 13 angelusa i pojedine solističke i zborske crkvene popijevke suvremenošću glazbenog jezika i neposrednošću izraza. Objavio je od 1929. do 1941. objavio je 80 svezaka zbirka crkvene i svjetovne glazbe 'Pjevajte Gospodinu pjesmu novu'. Većinu svojih skladbi tiskao je u tim zbirkama. U tom je nizu tiskao je i svjetovne skladbe u dva podniza: Glazbeni monolozi. Taj podniz opisao je kao '25 svezaka sa 125 većih ili manjih sastavaka: za malu, srednju i veliku djecu, tj. mladež, mušku, žensku i mješovitu', te Hrvatsko selo, zbirke svjetovnih muških, ženskih i mješovitih zborova koje su nosile posvete zagrebačkom nadbiskupu-koadjutoru Vjekoslavu dr. Stepincu, Slobodi naroda hrvatskoga, Hrvatskim majkama uz himne Anti Starčeviću i Eugenu Kvaterniku.

## Priznanja
Hrvatska pošta njemu u čast tiskala je poštansku marku s njegovim likom.
Njemu u spomen danas se u Splitu održava manifestacija Dani fra Bernardina Sokola.
Posmrtno mu je 2019. godine dodijeljena nagrada Dubrovačko-neretvanske županije za iznimna dostignuća značajna za županiju.
Predsjednica Republike Hrvatske Kolinda Grabar-Kitarović je 17. rujna 2019. godine na otoku Badiji kod Korčule otkrila je spomenik i otvorila galeriju koja nosi ime hrvatskog skladatelja i mučenika fra Bernardina Sokola.

## Vanjske poveznice
- fra Bernardin Sokol Hrvatska enciklopedija
- Životni put fra Bernardina Sokola  Arhivirana inačica izvorne stranice od 29. svibnja 2018. (Wayback Machine), HRsvijet.net
- Predstavljen zbornik o fra Bernardinu Sokolu, Dubrovačka biskupija
- priredio fra Bernardin Škunca, u suradnji s članovima Stalnog odbora za život i djelo fra Bernardina Sokola: Mihovilom Biočićem, fra Stipom Nosićem, Vitom Balićem, Milivojem Bratinčevićem: Dr. sc. fra Bernardin Škunca: "Past će u prašinu i noviji ostatak laži na račun velike osobe fra Bernardina Sokola, te će njegov sjaj biti još ljepši"  Hrvatska katolička mreža. 22. listopada 2019.